# Цветочное (Алтайский край)
Цветочное — упразднённое село в Табунском районе Алтайского края. Находилось на территории Табунского сельсовета. Ликвидировано в 1960-е годы г.

## География
Располагалось в 6 км к юго-западу от села Ермаковка.

## История
Основано в 1910 году. В 1928 г. посёлок Цветочный состоял из 41 хозяйства. Центр Цветочного сельсовета Славгородского района Славгородского округа Сибирского края.

## Население
В 1928 году в деревне проживал 211 человек (86 мужчин и 125 женщин), основное население — украинцы.